# Lukavica Donja
Lukavica Donja je naseljeno mjesto u sastavu općine Živinice, Federacija Bosne i Hercegovine, BiH.

## Geografski položaj
Lukavica Donja se nalazi 8 km istočno od Živinica.

## Prirodne značajke
Reljef je pretežno brdski, osim na sjeveru gdje je nizinski i gdje se nalazi zaseok Rosulje, koji se proteže do Topličkog i Sprečkog polja. Kroz Lukavicu protječe rijeka koja nosi naziv "Rijeka" i potok Vodice. Također postoje mnogobrojna izvorišta pitke vode, od kojih su najpoznatiji Junac, Korito i Studenčanica. Južnu stranu Lukavice okružuje brdo Berbenjak, koje je ujedno i najveća visinska točka naselja.

## Stanovništvo
| Lukavica Donja     |                |                |              |
| godina popisa      | 1991.          | 1981.          | 1971.        |
| Muslimani          | 1.238 (98,48%) | 1.072 (98,62%) | 872 (99,31%) |
| Hrvati             | 0              | 0              | 0            |
| Srbi               | 0              | 1 (0,09%)      | 1 (0,11%)    |
| Jugoslaveni        | 0              | 12 (1,10%)     | 3 (0,34%)    |
| ostali i nepoznato | 19 (1,51%)     | 2 (0,18%)      | 2 (0,22%)    |
| ukupno             | 1.257          | 1.087          | 878          |

Mještani su oduvijek imali sklonost ka učenju pa danas imaju dvadesetak visoko obrazovanih stručnjaka koji su cijenjeni u svojim zvanjima.

## Znamenitosti
Na području Lukavice Donje nalaze se brojni stećci na raznim lokalitetima, a najpoznatije nalazište je Malo Topličko polje, gdje je ujedno otkrivena jedna od većih grobnica Bogumila.

## Školstvo
U Lukavici Donjoj nalazi se četverogodišnja područna osnovna škola koja djeluje u sastavu Osnovne škole iz Bašigovaca.